# حبابة (يريم)

تعديل مصدري - تعديل

حبابة هي إحدى قرى عزلة بني مسلم بمديرية يريم التابعة لمحافظة إب، بلغ تعداد سكانها 389 نسمة حسب تعداد اليمن لعام 2004.